# رو هندی
رو هندی یک ستاره است که در صورت فلکی هندی قرار دارد.